# 福岡県立博多青松高等学校
福岡県立博多青松高等学校（ふくおかけんりつ はかたせいしょう こうとうがっこう、英称:Fukuoka Prefectural Hakata Seisho High School）は、福岡県福岡市博多区千代１丁目にある単位制の定時制・通信制高等学校。

## 概要
1997年4月に県内の定時制課程・通信制課程（福岡県立修猷館高等学校・福岡県立福岡高等学校・福岡県立筑紫丘高等学校など）を集約する形で開校した。県内初の単位制高等学校であり、定時制課程では200以上の講座から自分の目的に合わせたカリキュラムを作ることができる。
開校当初より高等学校卒業程度認定試験の試験会場に指定されているほか、NHK学園高等学校も福岡県におけるスクーリング協力校に指定している。同校の面接・実技授業、定期試験、および入学式・卒業式が行われる。
県内では数少ない私服校であり、校則も定められていない。なお、卒業式・入学式・中学生体験入学（夏・秋に実施）に出席する生徒やボランティア生徒・生徒会執行部役員は各自で購入したスーツなどを着用するのが慣例になっている。

## 教育課程
定時制課程と通信制課程を設置している。

### 定時制課程
前期・後期の2学期制を取っており、春季・秋季の年2回入学式と卒業式を行う。月曜日から金曜日の平日に授業が開講される。生徒は各学科ごとにI部（午前）・II部（午後）・III部（夜間）のいずれかに所属し、受講する総授業時間の50％以上を各部で定められた時間帯に受講しなければならない。所属する部は入学願書の希望により決定され、転部は原則として認められない。
学科
- 普通科
- 情報科学科

区分
- 1年生相当…新入年次生（新入）
- 2年生相当…在校年次生（在校）
- 3年生相当…卒業予定年次生（卒年）

### 通信制課程
自宅学習を中心に、土曜と日曜にスクーリングが行われる他、地域ごとに学習会（勉強会）を開催している。
学科
- 普通科

## 沿革
- 1997年 - 開校
- 2006年 - 十周年記念式典挙行
- 2016年 - 二十周年記念式典

## 最寄り駅･バス停
全て公式サイト交通アクセス より引用。
JR鹿児島本線・福北ゆたか線（篠栗線）吉塚駅から徒歩12分
福岡市地下鉄箱崎線 千代県庁口駅4番出口から徒歩8分
西鉄バス 千代町バス停から徒歩8分
西鉄バス 千代町一丁目バス停から徒歩5分
西鉄バス 妙見バス停から徒歩10分

## 主な卒業生
- 直瀬遥歩（元女優）
- 美桜エリナ（元宝塚歌劇団宙組所属）
- 木村帆香（舞台俳優）
- 田坂哲郎（劇作家、母校演劇部を母体とした劇団「非・売れ線系ビーナス」の主宰）
- 植木通彦（一般財団法人BOAT RACE振興会ボートレースアンバサダー・元競艇選手）[2][3]
- 菅原慎太郎　(卓球インストラクター)